# 시리아 파운드
시리아 파운드(아랍어: الليرة السورية al-līra as-sūriyya, 프랑스어: livre syrienne)는 ISO 표기로 SYP이며 시리아의 통화로 1 파운드는 100 피아스터(piastre)에 해당된다. 1, 2, 5, 10, 25 파운드 동전과 50, 100, 200, 500, 1,000, 2,000, 5,000 파운드 지폐가 통용된다. 2024년 6월 기준 1 시리아 파운드는 0.553 대한민국 원이다. 2011년 시작한 내전은 2024년 기준 현재까지 진행 중이다. 내전 중인 2020년대, 연간 약 130 %의 높은 물가상승으로 50 파운드 동전을 제외하고 다른 동전은 사용하지 않는다. 5,000 파운드 지폐 역시 가치는 500원 정도로 2024년 현재 시리아 파운드로 시리아에서 생활하려면 두툼한 5,000파운드 지폐 뭉치를 가지고 다녀야 한다.

## 같이 보기
- 시리아의 경제